# 吉田勝哉
吉田 勝哉（よしだ かつや、12月25日 - )は、日本の男性声優。群馬県出身。アトミックモンキー所属。

## 来歴・人物
アトミックモンキー声優・演技研究所第2期卒業。
趣味は耳かき、散歩。特技はサッカー。

## 出演

### テレビアニメ
2010年
- スーパーロボット大戦OG -ジ・インスペクター-（DC残党兵整備士ハガネ、整備士 他）

2016年
- とんかつDJアゲ太郎（クラブスタッフ）

2017年
- 霊剣山 叡智への資格（七星門修士）

2018年
- レイトン ミステリー探偵社 〜カトリーのナゾトキファイル〜（マッシュ 他）

2019年
- この世の果てで恋を唄う少女YU-NO
- ファンタシースターオンライン2 エピソード・オラクル（アークス）

2020年
- 織田シナモン信長（テレビMC）
- 映像研には手を出すな!（一般客）

2021年
- 迷宮ブラックカンパニー（ワーウルフ社畜、ゾンビ2、ガーディアン2）
- 異世界食堂2（町人）
- ドラえもん（駐在さん）

2023年
- とんでもスキルで異世界放浪メシ（神官B、冒険者A）
- 天国大魔境（内藤）
- 七つの大罪 黙示録の四騎士（支配人）

2025年
- LAZARUS ラザロ（ギャング）
- 自動販売機に生まれ変わった俺は迷宮を彷徨う 2nd season（作業員B）

### 劇場アニメ
- BLUE GIANT（2023年）

### Webアニメ
- 雛蜂-BEE-（2015年、機甲部隊隊長、テロリスト 他）
- 日本沈没2020（2020年、乗客）

### ゲーム
- マブラヴ オルタネイティヴ トータル・イクリプス（2014年） - PC版
- Ragnarok〜ヴァルハラサーガ（2017年）
- ドラゴンハート（2017年）
- プリンセスコネクト!Re:Dive（2018年）
- アーマード・コアVI ファイアーズオブルビコン（2023年）

### 吹き替え

#### 映画
- アウトサイダー ※ソフト版
- あの夜、マイアミで
- ウォンカとチョコレート工場のはじまり（船長〈マーレイ・マッカーサー〉[8]）
- エグザイル（アイヴァン）
- ゴール・オブ・ザ・デッド（スタジアムアナ）
- コレット（ガストン）
- 最高の人生の作り方（ルーク〈スコット・シェパード〉）
- THE DEADTIME ザ・デッドタイム（ヴィンセント）
- ザ・フォーリナー/復讐者（マコーミック）
- シー・サバイバー（ジャマ）
- 7月22日（トロン）
- ジョーズ・リターン（TC）
- 新エイリアン 最終繁殖（トラッパー）
- ステータス・アップデート（デレク〈グレッグ・サルキン〉）
- ダウントン・アビー (映画)（駅員1[9]）
- ちいさな独裁者（ジヒナー）
- ディスクワイエット（カーター）
- ディープ・インパクト2018（マーカス）
- デンジャラス・ミッション（フォン・チャン）
- トムとジェリー（ドルーピー）
- ハッピー・デス・デイ 2U
- ハリケーンアワー（エドモンズ）
- フォールガイ[10]
- ブラザリーラブ（クラム）
- マインクラフト/ザ・ムービー（男社員[11]）
- マッドマックス 怒りのデス・ロード（オーガニック・メカニック〈アンガス・サンプソン〉）※ザ・シネマ版
- MIA ミア（カリド）
- メガストーム（オーレン）
- リベンジ・オブ・ザ・グリーン・ドラゴン（スティーブン）
- レッド・スカイ（ロデオ）
- レッド・リベンジ（ジェイク・タルシオ）
- ワンス・アポン・ア・タイム・イン・ハリウッド（クレム〈ランドリー・ヘーベルト〉）

#### ドラマ
- アイアン・フィスト　シーズン2（アルバート）
- アガサ・クリスティー「無実はさいなむ」
- THE GREAT 〜エカチェリーナの時々真実の物語〜（アルカジー）
- ジェシカ・ジョーンズ シーズン2（フォギー、店員男）
- ダウントン・アビー
- バークスキンズ（ゲイ・ビル）
- THE BLACKLIST/ブラックリスト（ボビー、マグワイア、ダニエル）
- ミスター・メルセデス（警備員）

#### テレビ番組
- 世界の最重要指名手配犯を追う

#### アニメ
- アーリーマン 〜ダグと仲間のキックオフ!〜（アスボー）
- 陰謀論のオシゴト（グレン・ドルフマン）
- コング/猿の王者（ジョンジー）
- ダックテイルズ （バウンサー・ビークル 他）
- ビリーじいさんのミラクル救出大作戦（警官）
- ラッテと魔法の水の石（コープ）
- ロック・ドッグ（リフ）

### ボイスオーバー
- アメリカお宝鑑定団ポーンスターズ（リッキー）
- 世界ルーツ探検隊
- 刀剣の鉄人（クラレンス）

### 舞台
- 劇団華氏451「ら抜きの殺意」（伴）
- 劇団おしゃれ泥棒一家 「シプシー・キャンディー・動物園」（セーラー）

### その他コンテンツ
- オーディオシネマ「さくらノイズ」（今田ディレクター）
- モーションコミック「ちとせetc.」（スカウトマン大沢 他）